# Махмуд Дервіш
Махму́д Дерві́ш (араб. محمود درويش, англ. Mahmoud Darwish; 13 березня 1942, Аль-Барва — 9 серпня 2008, Х'юстон, США) — палестинський поет.
Народився в селищі Аль-Барва за Британського мандату.
Автор понад 20 поетичних збірок, серед яких «Птахи без крил» (1960), «Листя оливи» (1964), «Закоханий з Палестини» (1966), «Спроба № 7» (1978) та інші. Вважається одним із найшанованіших арабомовних поетів.
Був відомий своїм украй критичним відношенням до Ізраїлю, за що, зокрема, в 1960-х роках його неодноразово заарештовувала поліція. В цей період він став членом Комуністичної партії Ізраїлю.
У 1970-х він добровільно пішов у вигнання, і впродовж наступних 25 років неодноразово змінював місця проживання: Париж, низка столиць арабських держав, якийсь час проживав в Москві. За свою літературну і громадську діяльність поет був удостоєний низки престижних нагород, в числі яких Міжнародна Ленінська премія «За зміцнення миру між народами» (1983).
1988 — склав текст Декларації незалежності Палестини.
До 1993 року брав участь в роботі виконавчого комітету Організації визволення Палестини (ОЗП).
Незважаючи на антиізраїльську полеміку Дервіша, 2000 року тодішній міністр освіти Ізраїлю Йосі Сарид запропонував ввести твори поета в обов'язкову програму ізраїльських шкіл, чим викликав крайнє обурення з боку правої опозиції, що зажадала відставки міністра.
Дервіш благополучно переніс дві операції на серці — в 1984 і 1998 роках. Тоді, після вдало проведених операцій поет писав, що «переміг смерть».

## Переклади
2006 року Фаді Джуда опублікував переклад англійською збірки «Ноша метелика», а 2008 року ця збірка стала фіналістом премії ПЕН-клубу за найкращий поетичний переклад.
Українською мовою поезії Махмуда Дервіша перекладали Ю. Кочубей та В. Палажченко. Ці переклади публікувалися в газеті «Літературна Україна» (27 березня 1970 та 14 липня 1983), журналі «Всесвіт» (1984, № 6), альманасі «Поезія» (1986, вип. 1).